# نادي بريستاتين تاون
نادي بريستاتين تاون لكرة القدم (بالويلزية: Clwb Pêl Droed Tref Prestatyn) هو نادي كرة قدم ويلزي، تأسس سنة 1910.